# Horšovský Týn
Horšovský Týn är en stad i Tjeckien.   Den ligger i regionen Plzeň, i den västra delen av landet, 120 km sydväst om huvudstaden Prag. Horšovský Týn ligger 383 meter över havet och antalet invånare är 4 905.
Terrängen runt Horšovský Týn är huvudsakligen platt. Horšovský Týn ligger nere i en dal. Runt Horšovský Týn är det tätbefolkat, med 369 invånare per kvadratkilometer. Närmaste större samhälle är Domažlice, 10,0 km söder om Horšovský Týn. Trakten runt Horšovský Týn består till största delen av jordbruksmark.